# داسامکانده

داسامکانده شهری در شهرستان گاونگو در استان بازگا در بورکینافاسوی مرکزی است و جمعیت آن ۱۳۰۳ نفر است.